# Giants Dwarfs and Black Holes
Giants Dwarfs and Black Holes sind eine deutsche Heavy-Psychedelic-Rock-Band aus dem Rhein-Main-Gebiet.

## Geschichte
Die Band wurde Ende 2019 von den vier Musikern Pia „Luzzi“ Deckert, Roland Smigerski, Tomasz Riedel (auch bei der Death-Metal-Band Throneum aktiv) und Carsten Freckmann gegründet. Der Name der Gruppe entstand aus einem Wortspiel mit den astronomischen Begriffen Giants (Rote Riesen), Dwarfs (Weiße Zwerge) und Black Holes (schwarze Löcher), welche auch Fantasiegestalten bzw. phantastische Erscheinungen beschreiben.
Ein Jahr nach der Gründung erschien das Debütalbum Everwill zuerst als Eigenveröffentlichung und später bei Interstellar Smoke Records. Nach einigen Live-Auftritten begannen 2022 die Aufnahmen für das zweite Album In a Sandbox Full of Suns, das ebenfalls von Interstellar Smoke Records veröffentlicht wurde. Hauptkomponist und -Texter war jeweils Tomasz Riedel.
2023 verließen die Gründungsmitglieder Pia „Luzzi“ Deckert und Roland Smigerski die Band. Christiane Thomaßen und Caio Puttini übernahmen ihre Plätze. Puttini verließ die Gruppe Mitte 2024 jedoch bereits wieder. Im September 2024 erschien das dritte Album Echo on Death of Narcissus, dieses Mal bei Sireena Records. In der Dreierkonstellation entwickelte die Band das 4. Album Cherrytree Stories and Other Innuendo Tales (Sireena Records). Dies veranlasste Tomasz Riedel, nach 10 Jahren am Bass wieder zur Gitarre zurückzukehren. Kurz vor Release des Albums im Juli 2025 vervollständigte Eckhardt Keim als neuer Bassist die Giants wieder.

## Stil
Die Mitglieder bezeichnen ihre Musik als Heavy Psychedelic Rock, angelehnt an die Rockmusik der frühen 1970er Jahre, mit Anleihen aus Blues, Progressive Rock, Acid Rock sowie Stoner Rock. Die Gewichtung der Genres hat sich im Laufe der Bandgeschichte immer wieder geändert, insgesamt jedoch wurde eine Tendenz zu härterer und komplexerer Musik attestiert.
Die Texte sollen nicht wörtlich verstanden werden, sondern in erster Linie mit der Musik schwingen und sie ergänzen. 

## Diskografie
- 2020: Everwill (Interstellar Smoke Records / Galactic Smokehouse)
- 2023: In a Sandbox Full of Suns (Interstellar Smoke Records)
- 2024: Echo on Death of Narcissus (Sireena Records)
- 2025: Cherrytree Stories And Other Innuendo Tales (Sireena Records)

## Belege
1. ↑  Carsten Agthe: Giants Dwarfs And Black Holes – Everwill. In: Betreutes Proggen. 31. Januar 2021, abgerufen am 10. Februar 2025.
2. ↑  Siggy Zielinski: Babyblaue Prog-Reviews: Giants Dwarfs and Black Holes: Echo On Death Of Narcissus: Review. In: Babyblaue Seiten. 4. Oktober 2024, abgerufen am 10. Februar 2025.
3. ↑  GIANTS DWARFS AND BLACK HOLES sind dem Acid Rock treu geblieben. In: Eclipsed Rock Magazin. 9. Dezember 2024, abgerufen am 27. Dezember 2024.
4. ↑  Jacopo Vigezzi: Giants Dwarfs And Black Holes - Echo On Death Of Narcissus. In: Progressive Rock Journal. 22. Oktober 2024, abgerufen am 10. Februar 2025 (amerikanisches Englisch).